# Galliavola
Galliavola (lombardul: Galiaula) település Olaszországban, Lombardia régióban, Pavia megyében. Lakosainak száma 164 fő (2023. január 1.). Galliavola Lomello, Villa Biscossi, Ferrera Erbognone és Pieve del Cairo községekkel határos.

## Népesség
A település lakossága az elmúlt években az alábbi módon változott:
| Lakosok száma | 199  | 194  | 164  |
|               | 2017 | 2018 | 2023 |